# The Bootleg Series Vol. 7: No Direction Home: The Soundtrack
The Bootleg Series Vol. 7: No Direction Home: The Soundtrack är ett soundtrack till dokumentären No Direction Home som handlar om Bob Dylan.
Några låtar på albumet var inspelade på ett hotellrum i Minnesota, och några är demon.

## Spellista

### CD 1
1. "When I Got Troubles" - 1:28
2. "Rambler, Gambler" - 2:16
3. "This Land Is Your Land" (live) (Woody Guthrie) - 5:57
4. "Song to Woody" - 2:41
5. "Dink's Song" - 4:37
6. "I Was Young When I Left Home" - 5:19
7. "Sally Gal" - 2:37
8. "Don't Think Twice, It's All Right" - 3:35
9. "Man of Constant Sorrow" - 3:03
10. "Blowin' in the Wind" (live) - 4:03
11. "Masters of War" (live) - 4:41
12. "A Hard Rain's A-Gonna Fall" (live) - 7:46
13. "When The Ship Comes In" (live) - 3:05
14. "Mr. Tambourine Man" - 6:42
15. "Chimes of Freedom" (live) - 8:02
16. "It's All Over Now, Baby Blue" - 3:33

### CD 2
1. "She Belongs to Me" - 3:18
2. "Maggie's Farm" (live) - 5:53
3. "It Takes a Lot to Laugh, It Takes a Train to Cry" - 3:33
4. "Tombstone Blues" - 3:34
5. "Just Like Tom Thumb's Blues" - 5:42
6. "Desolation Row" - 11:44
7. "Highway 61 Revisited" - 3:38
8. "Leopard-Skin Pill-Box Hat" -6:23
9. "Stuck Inside of Mobile with the Memphis Blues Again" - 5:44
10. "Visions of Johanna" - 6:36
11. "Ballad of a Thin Man" (live) - 7:45
12. "Like a Rolling Stone" (live) - 8:12